# Campeonato Azteca de LLA

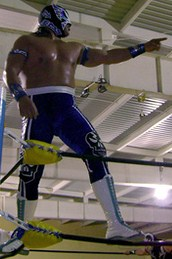
Último Guerrero, dos veces campeón.

El Campeonato Azteca de LLA (LLA Azteca Championship en inglés) es un campeonato de lucha libre profesional perteneciente a la promoción Lucha Libre Azteca, pero es disputado por luchadores del Consejo Mundial de Lucha Libre. Este título es defendido por lo general en el Gimnasio Nuevo León y avalado por TV Azteca Noreste.

## Historia
El campeonato fue creado por TV Azteca Noreste para que fuera disputado dentro de su promoción de lucha libre profesional llamada Lucha Libre Azteca. El torneo para coronar al primer campeón comenzó con un "Cuadrangular de Tríos" compuesto por Los Guerreros de la Atlántida, La Peste Negra, Los Hijos del Averno y el equipo conformado por Héctor Garza, Místico y Shocker. En el primer combate, el equipo de Místico superó al de La Peste Negra, mientras que en el otro encuentro, Los Guerreros de la Atlántida derrotaron a Los Hijos del Averno. La final se suscitó entre las dos tercias ganadoras en un Torneo Cibernético, donde los dos finalista resultarón ser Atlantis y Último Guerrero. Último Guerrero se convirtió en el primer campeón tras vencer a su compañero Atlantis con un "Guerrero Especial".

## Campeón actual
Actualmente el campeonato se encuentra vacante, luego de que el excampeón Místico fue despojado del título tras empatar en una lucha titular contra La Sombra y Volador, Jr. el 12 de mayo de 2013.

## Lista de campeones
| Luchador:       | Reinado N°: | Derrotó a:                                        | Fecha:                   | Show o evento:    |       |
| --------------- | ----------- | ------------------------------------------------- | ------------------------ | ----------------- | ----- |
| Último Guerrero | 1           | Atlantis                                          | 19 de diciembre de 2009  | House Show        | [ 1 ] |
| Héctor Garza    | 1           | Místico y Último Guerrero                         | 10 de agosto de 2010     | Supremacía Azteca | [ 2 ] |
| Atlantis        | 1           | Blue Panther y Héctor Garza                       | 12 de diciembre de 2010  | El Reto Final     | [ 3 ] |
| La Sombra       | 1           | Atlantis y Volador, Jr.                           | 24 de abril de 2011      | House Show        | [ 4 ] |
| Volador, Jr.    | 1           | La Máscara y La Sombra                            | 25 de septiembre de 2011 | House Show        | [ 5 ] |
| Último Guerrero | 2           | Máscara Dorada y Volador, Jr.                     | 22 de abril de 2012      | House Show        | [ 6 ] |
| Místico         | 1           | Atlantis y Último Guerrero                        | 30 de septiembre de 2012 | House Show        | [ 7 ] |
| Vacante         | N/A         | Después de un empate con La Sombra y Volador, Jr. | 12 de mayo de 2013       | House Show        | [ 8 ] |

## Reinados más largos
| Luchador        | Días | Fecha en que ganó        | Fecha en que perdió      | Notas                         |
| --------------- | ---- | ------------------------ | ------------------------ | ----------------------------- |
| Último Guerrero | 234  | 19 de diciembre de 2009  | 10 de agosto de 2010     | Primer campeón de la historia |
| Místico         | 224  | 30 de septiembre de 2012 | 12 de mayo de 2013       | Su primer reinado             |
| Volador, Jr.    | 210  | 25 de septiembre de 2011 | 22 de abril de 2012      | Su primer reinado             |
| Último Guerrero | 161  | 22 de abril de 2012      | 30 de septiembre de 2012 | Su segundo reinado            |
| La Sombra       | 154  | 24 de abril de 2011      | 25 de septiembre de 2011 | Su primer reinado             |

## Mayor cantidad de reinados

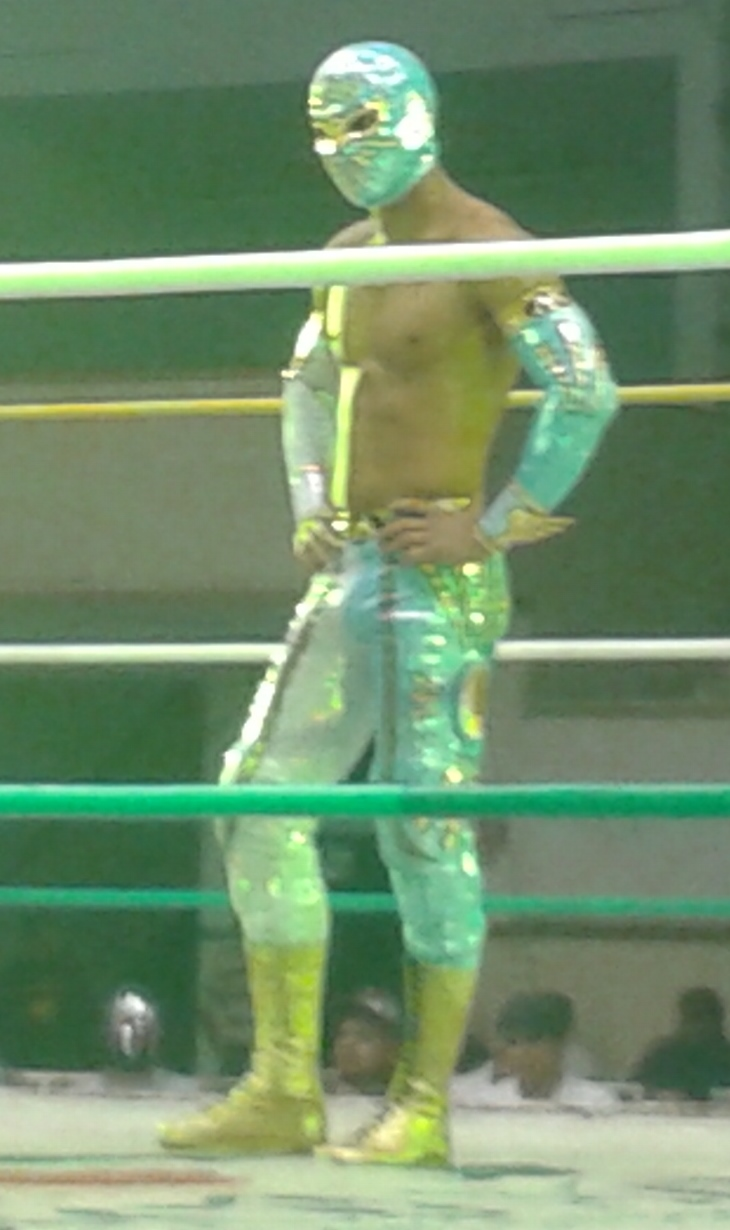
Místico, séptimo campeón.

- 2 veces: Último Guerrero.

## Datos interesantes
- Reinado más largo: Último Guerrero, 234 días.
- Reinado más corto: Héctor Garza, 124 días.
- Campeón más viejo: Atlantis, 48 años y 75 días.
- Campeón más joven: Místico, 20 años.
- Campeón más pesado: Héctor Garza, 95 kg (209 lb).
- Campeón más liviano: Místico, 76 kg (167 lb).